# Melhania ovata
Melhania ovata là một loài thực vật có hoa trong họ Cẩm quỳ. Loài này được (Cav.) Spreng. mô tả khoa học đầu tiên năm 1826.